# Sally Floyd
Sally Floyd  (Charlottesville, 20 de mayo de 1950 - Berkeley, 25 de agosto de 2019) fue una ingeniera estadounidense. Es conocida fundamentalmente por su trabajo en el control de congestión de Internet, y es una de las diez investigadoras más citadas en informática.

## Biografía
Floyd obtuvo un título en sociología en la Universidad de California en Berkeley en 1971. Realizó un máster en Informática en 1984 y un doctorado en 1987, ambos de la misma universidad.
Es conocida en el campo del control de congestión como la inventora del esquema de administración de colas Random Early Detection ("RED"), fundando el campo de Active Queue Management (AQM) con Van Jacobson. Casi todos los routers utilizan RED o algo desarrollado a partir de él para administrar la congestión de red.  Floyd ingenió el ahora común método de añadir el delay jitter a los temporizadores de los mensajes para evitar la sincronización.
Floyd, con Vern Paxson, en 1997 identificó la carencia de conocimiento de topología de red como el mayor obstáculo en la comprensión del funcionamiento de Internet. Este artículo, "Why We Don't Know How to Simulate the Internet", era republicado como "Difficulties in Simulating the Internet" en 2001 y ganó el Premio "IEEE Communication Society's William R. Bennett Prize Paper Award".
Floyd es una de las autoras de los estándares Selective Acknowledgement (SACK), Explicit Congestion Notification (ECN), el Protocolo de Control de Congestión de Datagrama (DCCP) y TCP Friendly Rate Control (TFRC).
Recibió el IEEE Internet Award en 2005 y el ACM SIGCOMM Award en 2007 por sus contribuciones al control de congestión. Estuvo implicada en el Internet Advisory Board y es una de las diez investigadoras más citadas en informática.
Floyd murió a la edad de 69 años el 25 de agosto de 2019 en Berkeley, California de un cáncer de vesícula biliar que había hecho metástasis.

## Premios
- 2007 - Premio SIGCOMM del Grupo ACM de Especial Interés en Transmisión de Datos.  Reconocido como el premio más prestigioso a un científico en Redes de Ordenadores.
- IEEE Communication Society's William R. Bennett Prize Paper Award por "Dificultades en Simular el Internet", por Floyd y Vern Paxson

## Artículos destacados
- S Floyd & V Jacobson, "Random Early Detection Gateways for Congestion Avoidance", IEEE/ACM Transactions on Networking (1993)
- S Floyd & K F, "Promoting the Use of End-to-End Congestion Control in the Internet", IEEE/ACM Transactions on Networking (1993)
- V Paxson & S Floyd, "Wide Area Traffic: The Failure of Poisson Modeling", IEEE/ACM Transactions on Networking (1995)
- M Mathis, J Mahdavi, S Floyd, Un Romanow, "TCP Selective Acknowledgement Options" (1996)
- S. Floyd & V. Paxson, "Why We Don't Know How to Simulate the Internet", Dic. 1997, Procedimientos de la Conferencia de Simulación de Invierno de 1997.  Reescrito como "Difficulties in Simulating the Internet", IEEE/ACM Transactions on Networking, v.9, n.4 (agosto de 2001).  Ganador del Communications Society William R. Bennett Prize Paper Award, 2001.